# Santa Cruz Numá
Santa Cruz Numá är en ort i Mexiko.   Den ligger i kommunen Heroica Villa Tezoatlán de Segura y Luna och delstaten Oaxaca, i den sydöstra delen av landet, 240 km sydost om huvudstaden Mexico City. Santa Cruz Numá ligger 1 569 meter över havet och antalet invånare är 233.
Terrängen runt Santa Cruz Numá är huvudsakligen kuperad. Santa Cruz Numá ligger nere i en dal. Runt Santa Cruz Numá är det glesbefolkat, med 8 invånare per kvadratkilometer. Närmaste större samhälle är Ciudad de Huajuapan de León, 17,5 km norr om Santa Cruz Numá. I omgivningarna runt Santa Cruz Numá växer huvudsakligen savannskog.